# Dymasius carbonarius
Dymasius carbonarius es una especie de escarabajo del género Dymasius, familia Cerambycidae. Fue descrita científicamente por Jacquot en 2019.
Habita en Indonesia y Célebes. Los machos y las hembras miden aproximadamente 33-38,4 mm. El período de vuelo de esta especie ocurre en los meses de julio y diciembre.